# Kovászó
Kovászó (ukránul: Квасовo [Kvaszovo/Kvasovo]) egy 899 lakosú (2001) falu Ukrajnában, Kárpátalján, a Beregszászi járásban.

## Fekvése
Délkeletre, a Borzsa jobb partján fekszik, Beregszásztól 15 km-re, és a Benét érintő Bátyú–Királyháza–Taracköz–Aknaszlatina-vasútvonaltól 4 km-re.

## Nevének eredete
A falu nevére kétféle magyarázat is van: nevét a határában álló Kovas sziklától kaphatta, vagy az ószláv kvasz szóból keletkezett.

## Története

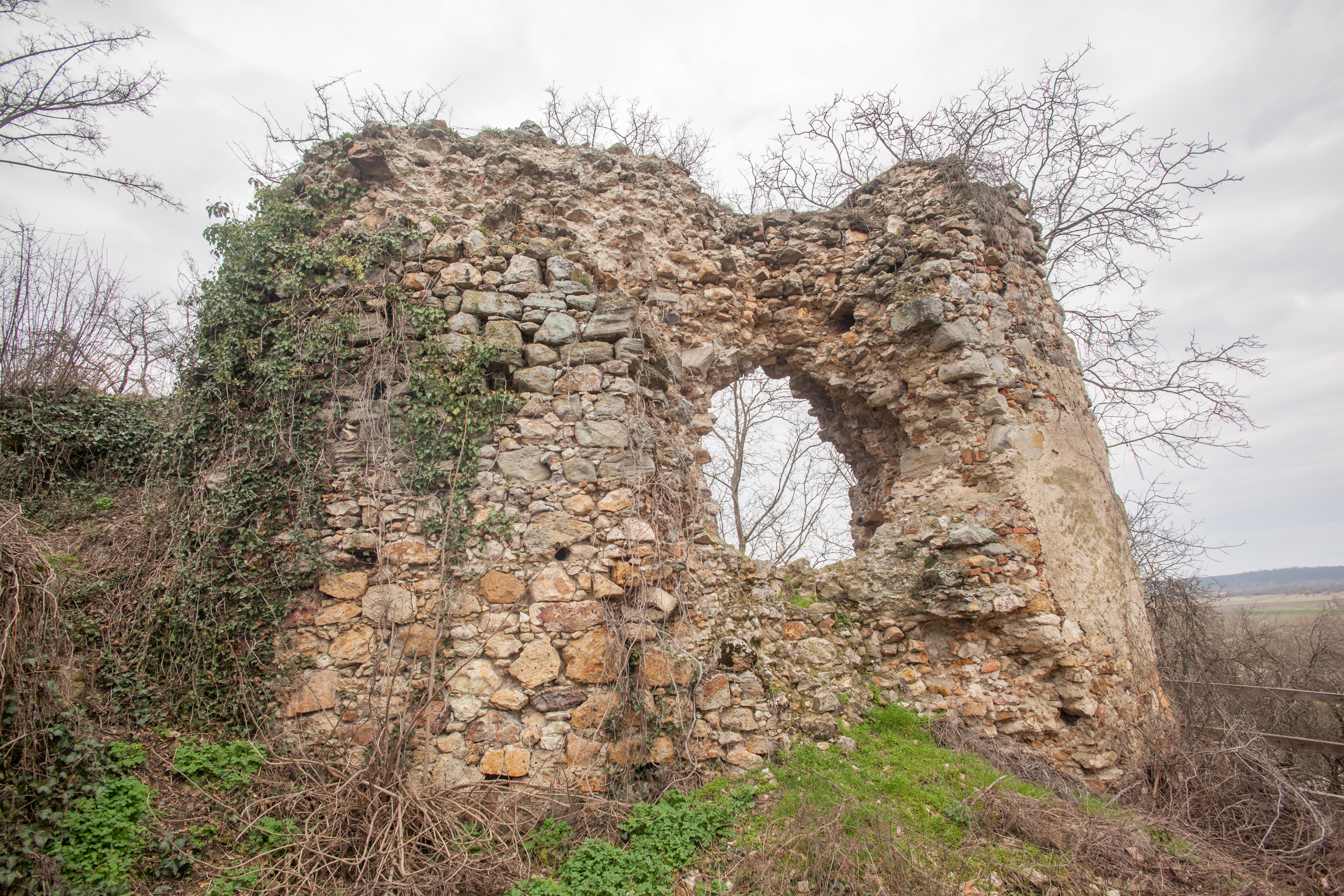
Kovászói várrom

Kovászó nevét 1270-ben említette először oklevél Koazou néven, mint királyi birtokot. Később több család nak is volt itt birtoka, így a Jakcs, a Rédey, Lónyay családok is birtokosai voltak.
13. századi várának romja a Borzsa partján egy dombon áll és valószínűleg a tatárjárás után épült. Először kerek lakótornya készült el, majd a magaslat alakját követő várfalak épültek fel. 1564-ben a császár romboltatta le, mivel tulajdonosa rablótanyának használta.
A települést a 14. században a Nagymihályi család bírtokolta.
A 15. században Hunyadi János besztercei grófot, Magyarország kormányzóját iktatták be Kovászó birtokába. Később felesége, Szilágyi Erzsébet birtokolta, de aztán a Jakchy-ak visszaszerezték. Leányági örökségként, illetve vásárlás útján a Mathuznai család szerezte meg a kovászói uradalmat kászoni Jakchy Katalin hozományaként.
A 16. századi okmányok arról tudósítanak, hogy a közeli Attak folyón kétkerekű malom, a Borzsa folyón pedig őrlőmalom működik, és hogy a kovászói hegyen ekkor már jóféle bor terem, s a szőlőültetvény birtokosa maga a kovászói vár ura.
1540-es években a vár Mathuznai György és Pál tulajdona volt, később eladták Kávássy Kristóf huszti várkapitánynak.
1546-ban a Mathuznai család visszakapták Kovászót. Mathuznai Pál kihasználva a János Zsigmond és I. Ferdinánd közötti viszályt, rablóvárat alakított ki Kovászón. Balassa és Menyhért hűek voltak a császárhoz, ezért János Zsigmond Gyulafehérváron kelt rendeletével Kovászót elkobozta és Gáltői Ferenc munkácsi várnagynak adományozta.
1651-ben Lónyai Zsigmond bírtokába került Kovászó királyi adományként. 1564-ben Schwendi Lázár császári sereggel elfoglalta a vidéket, és a kovászói várat is megostromolta és bevette.
Az 1566-os adóösszeírás alapján a Tokaj alól visszavonuló tatárok 24 házhelyről hurcolták el az ott élőket.
1808-ban az itt lévő birtokok legnagyobb része Pogány Ferenc tulajdonába került. Emellett kisebb-nagyobb birtokokkal rendelkeztek itt a Perényiek és a Lónyaiak. 1809-ben Kovászón timsógyárat létesítettek, amely 1812-ben már 125 mázsa timsót termelt.
1910-ben 668, többségben ruszin lakosa volt, jelentős magyar kisebbséggel.
Az első világháborúban 100 polgár vett részt a faluból, 16-an odavesztek.
A második világháború idején közel 100 kovászói férfi szolgált a magyar hadseregben.
1944 őszén, amikor a szovjet hadsereg elérte e vidéket, 38 helybéli férfi önkéntesként csatlakozott hozzájuk.
1998 őszén a kiömlő Borzsa nyolc házat rongált meg, 2001 tavaszán ennél jóval nagyobb természeti csapás érte az ittenieket: az áradat 50 házat döntött romba.

## Nevezetességek
- Kovászói vár

Kovászó vára valamikor a tatárjárás után épülhetett a Borzsa folyó partján emelkedő sziklás magaslatra. Először a kerek lakótorony, később a magaslat alakját követő várfalak készültek el. 1390-ben Zsigmond király Nagymihályi Jánosnak adományozta, ettől kezdve magánvár volt. A török időkben, akkori tulajdonosa, Matuznai Pál, kihasználva az ország megosztottságát rablótanyául használta, gyakran végigrabolva fegyvereseivel a környéket. 1564-ben a rablótanyaként használt várat Schwedli Lázár császári biztos elfoglalta és leromboltatta. Azóta romos állapotában áll.
- Református temploma

1733-ban épült, majd helyette 1895-ben készült el mai temploma.
- Görögkatolikus temploma

1390-ből való, 1750-ben barokk stílusban építették újjá.

## Híres emberek
- Itt született Gerevich Emil (1854–1902) matematikus, tanár, főreáliskolai igazgató, miniszteri biztos.